# Metal Discharge
Metal Discharge è l'ottavo album in studio dei Destruction, pubblicato nel 2003.

## Tracce
1. The Ravenous Beast – 3:09
2. Metal Discharge – 3:26
3. Rippin' the Flesh Apart – 5:01
4. Fear of the Moment – 3:34
5. Mortal Remains – 4:11
6. Desecrators of the New Age – 3:42
7. Historical Force Feed – 3:36
8. Savage Symphony of Terror – 3:51
9. Made to Be Broken – 3:45
10. Vendetta – 4:51

Bonus track
1. Killers (Iron Maiden cover)
2. Whiplash (Metallica cover)
3. U.S.A. (The Exploited cover)

## Formazione
- Marcel "Schmier" Schirmer – basso, voce
- Mike Sifringer – chitarra
- Marc "Speedy" Reign – batteria, voce secondaria